# 파티오

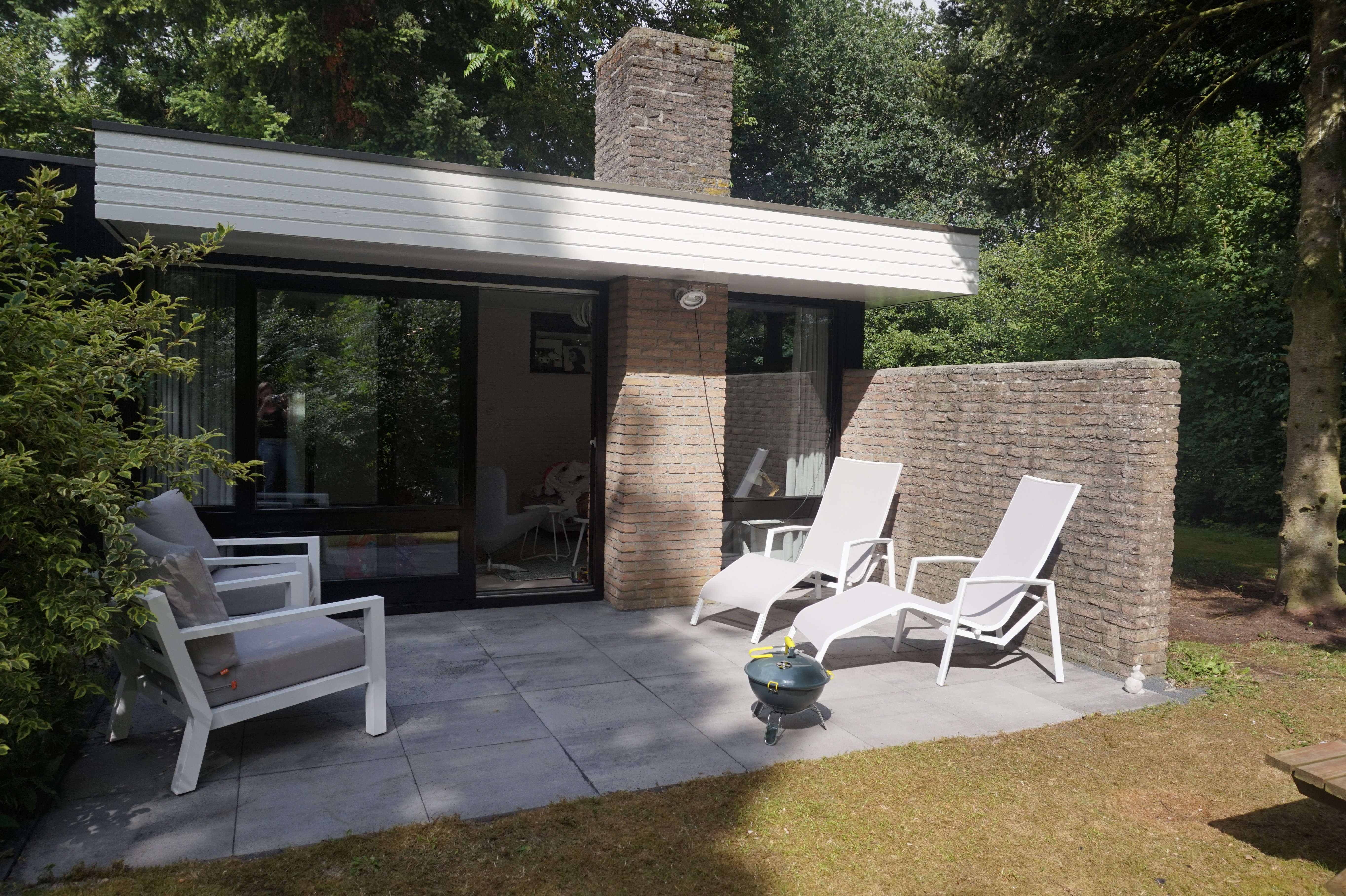

파티오(/ˈpætioʊ/, 스페인어: 파티오[ˈpatjo]; "안뜰", "앞마당", "야드", "작은 정원")는 구조에 인접하고 일반적으로 포장된 식사 또는 레크리에이션을 위해 일반적으로 사용되는 야외 공간이다. 호주에서는 태양과 비로부터 보호해주는 베란다와 같은 지붕이 있는 구조물을 포함하도록 용어가 확장되었다. 호주에서도 발음이 다를 수 있다. 패티오(patty-oh)가 더 일반적으로 쓰이지만 페이시오(payshee-oh)는 나이가 많은 호주인이 사용할 수 있다.

## 건축
파티오는 가장 일반적으로 콘크리트 또는 석판(포장 플래그라고도 함)으로 포장된다. 벽돌, 블록 포장, 타일, 자갈 또는 자갈을 사용하여 만들 수도 있다. 요즘 다른 종류의 파티오 재료로는 알루마우드, 알루미늄, 아크릴 및 유리가 있다.
파티오 옵션에는 콘크리트, 스탬프 콘크리트 및 골재 콘크리트가 포함된다. 스탬핑 콘크리트는 비용이 더 많이 들고 미끄럽고 재밀봉이 필요하며 염료는 일반적으로 시간이 지남에 따라 흐려진다. 골재 콘크리트는 노출된 돌을 사용하여 고유한 스타일을 부여한다.
다른 일반적인 파티오 기능에는 온수 욕조에 대한 추가 보강 및 집에서 추가 단계가 포함된다.

## 같이 보기
- 포치
- 베란다